# Bana (Türkei)

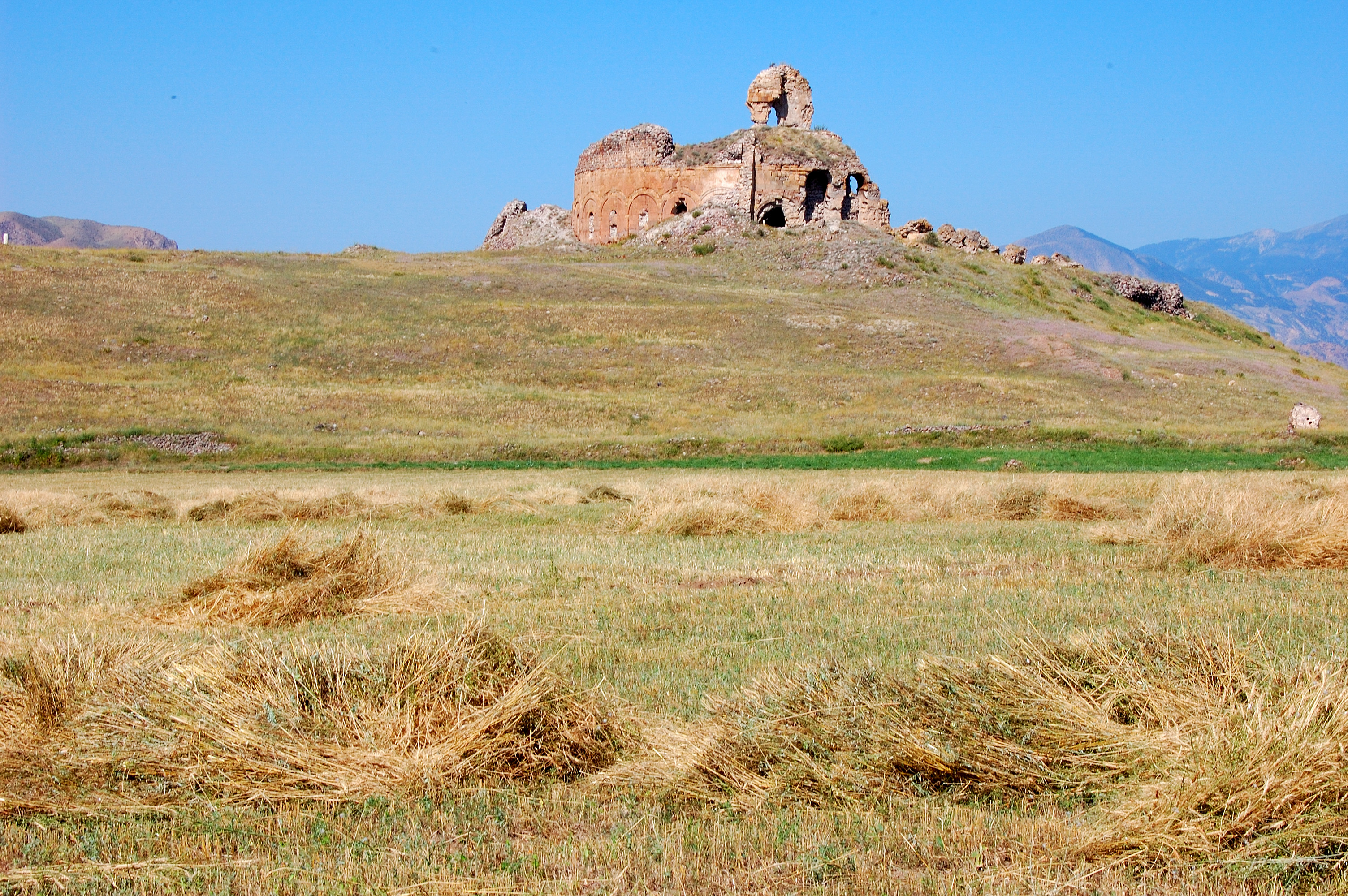
Bana. Ansicht von Süden (2007)

Bana (georgisch ბანა, türkisch Penek) ist die Ruine einer großen Rundkirche des mittelalterlichen georgischen Königreichs Tao-Klardschetien in der heutigen nordosttürkischen Provinz Erzurum. Die Kathedrale mit dem Grundplan eines Vierkonchenbaus und einem kreisrunden Umgang wurde nach einem mutmaßlichen Vorgängerbau im 7. Jahrhundert um 900 erweitert und befand sich bis zur Mitte des 19. Jahrhunderts in einem guten Zustand. In der zweiten Hälfte des 10. Jahrhunderts wurde Bana das Zentrum des Fürstentums Tao der Bagratidendynastie. Mehrere in Bana kopierte Handschriften bis zur letzten erhaltenen aus dem Jahr 1511 erwähnen Bischöfe des Ortes. Nach der Eingliederung der Region ins Osmanische Reich Mitte des 16. Jahrhunderts war das christlich-religiöse Leben vermutlich noch bis ins 18. Jahrhundert eingeschränkt möglich.

## Lage
Koordinaten: 40° 40′ 5″ N, 42° 16′ 12″ O
Von der Schnellstraße zwischen Erzurum im Süden und Artvin im Norden zweigt kurz hinter Tortum eine Straße nach Nordosten ab, die im Tal des Flusses Oltu (Oltu Çayı) in einem weiten Bogen um die südlichen Ausläufer des Yalnızçam-Gebirgsmassivs Richtung Ardahan führt. Bana liegt im Landkreis Şenkaya etwa halbwegs zwischen Oltu und Göle (georgisch Kola) nördlich der Straße und auf der rechten (nördlichen) Seite des Penek-Flusses (Penek Çayı). Von der Abzweigung an einer Brücke über den Fluss sind es zwei Kilometer bis zum Dorf Penek, von wo ein Fahrweg zur Ruine führt, die nach etwas über einem weiteren Kilometer auf der linken Seite auf einer breiten Hügelkuppe zu sehen ist. Im Umkreis von wenigen Kilometern nördlich von Penek standen einst weitere Kirchen, darunter eine kleine, ungefähr aus dem 11. Jahrhundert stammende Felskirche beim Dorf Soğmonkale (Salomankale) und die Deliktaş-Kirche (Deliktaş Kilise), von der 1977 noch Reste einer der ursprünglich sechs Apsiden erhalten waren. Die Festung Kamkız (Kamkız Kalesi) überblickt das Kömürlü-Tal, das vom Kömür Çayı, der in den Penek Çayı mündet, durchflossen wird. Sie ist wahrscheinlich identisch mit der bedeutenden georgischen Festung Kalmakhi, die mehrfach in georgischen Geschichtsquellen erwähnt wird und bis Ende 16. Jahrhundert der Sitz eines Sandschak war.
Der westwärts fließende Penek mündet in den Oltu, kurz vor dessen Einmündung in den Çoruh liegt in den Bergen die Ruine der Klosterkirche von İşhan. Entlang des Berta Suyu, der in einer tiefen Schlucht im Norden des Yalnızçam-Gebirges ebenfalls dem Çoruh zufließt, liegen in kleinen Seitentälern die Ruinen mehrerer georgischer Klöster: Von Westen nach Osten sind dies Dolisqana, Opiza, Chandsta und Tbeti kurz vor der Stadt Şavşat. Diese und weitere georgische Klöster wurden an geschützten und schwer erreichbaren Rückzugsorten weit oben an Berghängen gegründet. Bana auf einem relativ flachen Hügel bildet hiervon eine Ausnahme.

## Geschichte

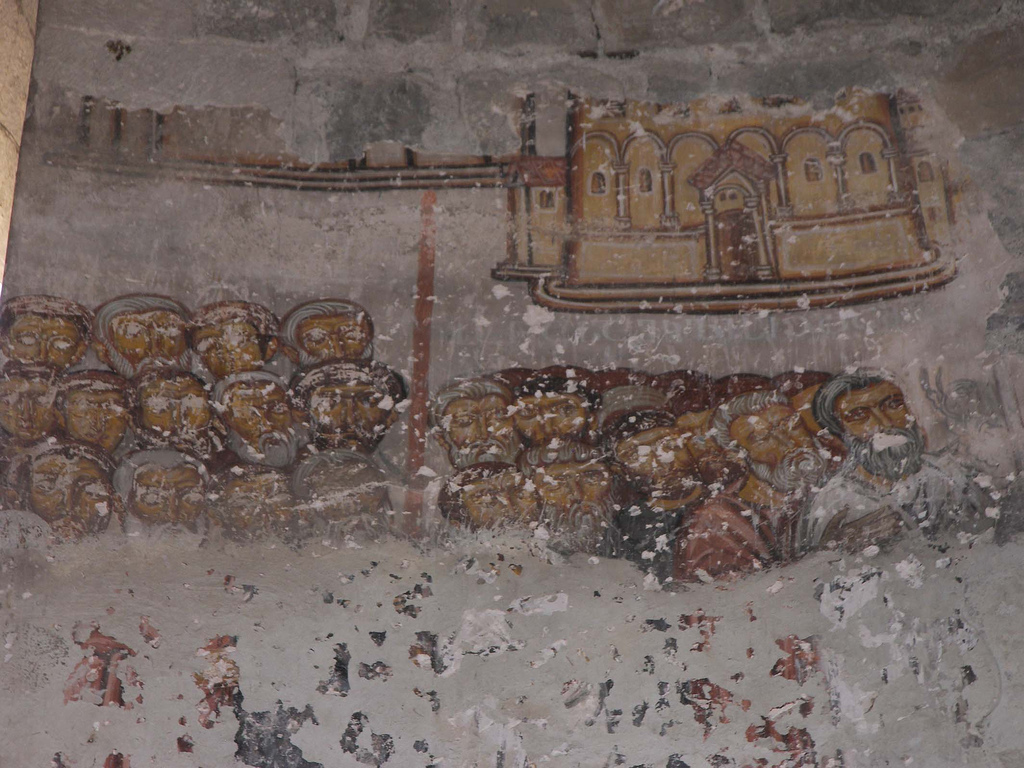
Die 1036 datierte Wandmalerei in der Kathedrale von Öşk Vank (georgisch Oschki) stellt vermutlich die Hochzeit von König Bagrat IV. und Helena Argyre vor der Rundkirche von Bana dar, deren Westportal zu sehen ist.

Das nordöstliche Gebiet der Türkei gehörte zum georgischen Reich Iberien und zeitweise zu Armenien, bis es im 7. und 8. Jahrhundert mehrmals von muslimischen Umayyaden erobert wurde. Nachdem der umayyadische Statthalter von Aserbaidschan und Armenien Marwan II. (688–750) in den Jahren 736 bis 738 mit Strafexpeditionen plündernd durchgezogen war, hatte die Bevölkerung die Region weitgehend verlassen. Im 9. und 10. Jahrhundert suchten sich georgische Mönche, fernab vom arabischen Emirat Tiflis, das die Kontrolle über ihre Heimatregion ausübte, abgelegene Orte in Tao-Klardschetien für Klostergründungen. Opiza war das älteste Kloster aus der Mitte des 8. Jahrhunderts; von dort aus gründeten der Mönch Grigol Chandsteli und einige seiner Schüler in der Folgezeit eine Reihe Klöster in der Umgebung, zu denen auch Bana und Yeni Rabat in der Nähe der Festung Ardanuç gehörten.
Um 820 machte der Bagratidenfürst Aschot I. die Festung von Ardanuç (georgisch Artanudschi) zu seinem Regierungssitz. Nach der Aufspaltung der Bagratidendynastie wurde Artanudschi der Hauptort des Fürstentums Klardschetien und in Bana regierten die Herrscher von Tao. Ende des 10. Jahrhunderts vereinigte König Bagrat III. Tao-Klardschetien mit drei weiteren Fürstentümern zum Königreich Georgien. Ab dem 11. Jahrhundert hielten sich regelmäßig georgische Könige in Bana auf.
Bana war neben İşhan einer der beiden Bischofssitze in Tao. In der Kathedrale fand die Krönung von König Bagrat IV. (reg. 1027–1072) statt und hier heiratete Bagrat 1032 als seine erste Frau Helena Argyre († 1033), eine Nichte des byzantinischen Kaisers Romanos III. Argyros (reg. 1028–1034). In der Kirche oder in deren Nähe wurden mehrere Herrscher von Tao beerdigt, unter ihnen der georgische König Wachtang IV. (reg. 1443–1446) und seine Gemahlin Sitichatun († 1445).
Nachdem in der Schlacht von Manzikert 1071 das byzantinische Heer den türkischen Seldschuken unterlegen war, folgte eine für Tao und die umgebenden georgischen Fürstentümer unruhige Zeit. Sie erlebten mehrere Plünderungszüge der Seldschuken in den Jahren 1074 bis 1080, in der zweiten Hälfte des 12. Jahrhunderts eroberten die Seldschuken Tao. Dagegen half auch ein Angriff des georgischen Königs Giorgi III. (reg. 1156–1184) nichts, der erfolglos blieb. Lediglich dessen Tochter Tamar (reg. 1184–1213) konnte für kurze Zeit die Region befreien. Während der Regierungszeit der nachfolgenden Könige Giorgi IV. Lascha (reg. 1213–1223) und David VIII. (reg. 1293–1311) wirkten sich die Plünderungen besonders verheerend aus. Dennoch gelang es, in Bana ein religiöses und kulturell reiches Leben bis zur Mitte des 16. Jahrhunderts aufrechtzuerhalten, als die Region an das Osmanische Reich fiel. In einer georgischen Handschrift aus dem 16. oder 17. Jahrhundert, die als Anhang dem Dzruci-Tetraevangelium von 936 aus dem Kloster Schatberdi beigegeben wurde und sich mit der Signatur H 1660 in Tiflis befindet, ist vom schwierigen Leben der hiesigen Christen unter der osmanischen Herrschaft zu lesen. Ein gläubiger Christ ließ demnach in einem Nachbarort eine Georgskirche errichten und sie mit einigen Reliquien ausstatten. Als der türkische Regent namens Baadin Beg davon hörte, ließ er den Stifter verhaften und einsperren.
Unter den georgischen Gelehrten, deren Name mit Bana verbunden ist, ragt Zakaria Baneli (Zacharias von Bana) heraus. Er nahm an den diplomatischen Verhandlungen zwischen dem byzantinischen Kaiser Basileios II. und dem georgischen König Giorgi I. in den Jahren 1021 und 1022 in Konstantinopel teil. In dieser Stadt verfasste er eine große Zahl Manuskripte für die dort lebende georgische Mönchsgemeinde. Von den in Bana kopierten Manuskripten stammt das letzte erhaltene aus dem Jahr 1511. Es ist das „Typikon (Sammlung von Mönchsregeln) von Sabatsminda“, womit das Kloster Mar Saba bei Jerusalem gemeint ist.
Die Kirche war längstens bis Mitte des 18. Jahrhunderts als Gotteshaus und Bischofssitz in Gebrauch. Es ist eher unwahrscheinlich, dass sie danach als Moschee diente. Im Krimkrieg von 1853 bis 1856 gegen Russland bauten die Osmanen die Kirche zu einer Festung aus. Reste einer Verteidigungsmauer rund um den Hügel sind noch sichtbar. 1875 stürzte die Kuppel ein. Danach nahm die Kirche während des Russisch-Osmanischen Krieges von 1877/78 weiteren Schaden. Noch 1881 war das Gebäude bis auf die Kuppel und einige Beschädigungen erhalten, im Jahr 1902 jedoch bereits stark zerfallen. In den Jahren dazwischen dürften russische Besatzungstruppen Steine abgetragen haben, einige dienten wohl zum Bau einer Kirche in Oltu. Im Frühjahr 1985 stürzte bei einem Erdbeben der größte Teil der bis dahin einzig noch stehenden Ostapsis ein.

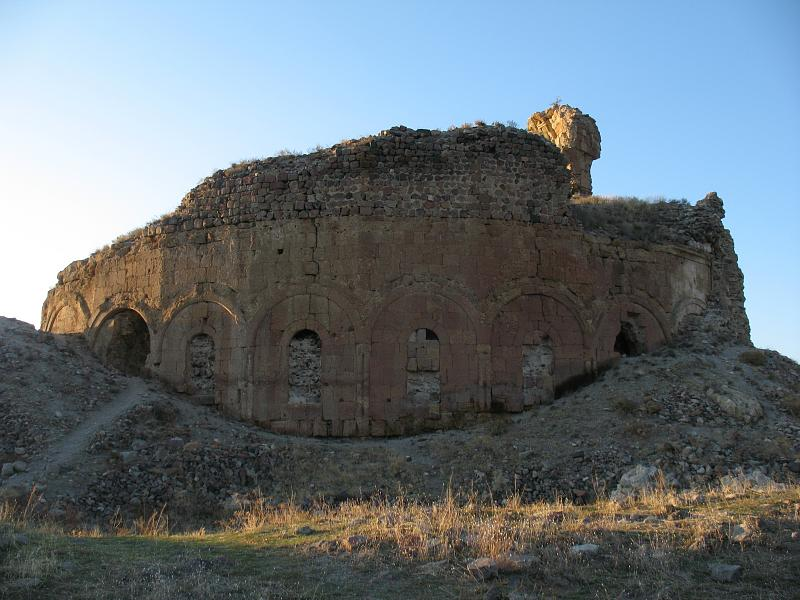
Alle bisherigen Untersuchungen beschränkten sich auf Vermessungen und den Augenschein, es fanden keine Grabungen statt. Bana ist teilweise in einem Trümmerhaufen versunken. (2008)

Laut dem georgischen Chronisten Sumbat Davitisdze aus dem 11. Jahrhundert ließ der georgische König Adarnase IV. (reg. 888–923) die Kirche erbauen. Der leitende Baumeister war demnach Kwirike Baneli, der später der erste Bischof von Bana wurde. Die zweite bedeutende Geschichtsquelle ist der Historiker und Geograf Prinz Wachuschti Bagrationi Batonischwili (1696–1757), der zusammengefasst berichtete: „Das Dorf Bana oberhalb des Flusses heißt heute Penek. Die wunderschöne Kuppelkirche dort wurde von König Adarnase erbaut und in ihr liegen die georgischen Könige begraben. Bana war der heute aufgegebene Sitz eines Bischofs, zu dessen Gebiet ganz Tao, Oltisi (Oltu) und Narumaki (Narimani) gehörte.“ Folglich muss es auf dem Hügel eine Stadt und eine Herrscherresidenz gegeben haben.

## Forschungsgeschichte
Die erste Beschreibung aus neuerer Zeit gab der Botaniker Karl Heinrich Koch (1809–1879), der auf dem Weg zu den Sumpfgebieten des Kola-Tals nördlich von Göle war. Er sah die Kathedrale 1843 während einer Expedition in den Nordosten der Türkei und erklärte sie unverzüglich voller Begeisterung zur zweitschönsten Architekturschöpfung nach der Hagia Sophia. Nach ihm kamen 1879 der russische Ethnograf Yewgeny Weidenbaum und 1881 der georgische Gelehrte Dimitri Bakradze (1826–1890), die übereinstimmende Beschreibungen über den Zustand der Kirche gaben. Genauere Untersuchungen unternahm 1902 der georgische Archäologe Ekvtime Takaschwili im vorhandenen Trümmerhaufen. Zu der Zeit waren noch die Ostapsis, Teile ihrer flankierenden Nebenräume und Teile der äußeren Umfassung erhalten. Als Takaschwili 1907 ein zweites Mal kam, waren weitere Gebäudeteile eingestürzt. Als erste Kunsthistoriker nach dem Zweiten Weltkrieg führten Nicole und Jean-Michel Thierry in den 1960er Jahren Forschungsreisen im Nordosten der Türkei durch. D. Guschow (1971), W. Eugène Kleinbauer (1972), Volker Eid (1980) und andere veröffentlichten kurze Berichte über ihre Besuche. Die Beschreibung von Wachtang Djobadze basiert auf Untersuchungen in den Jahren 1974 und 1978.

## Herkunft des georgischen Zentralbaus

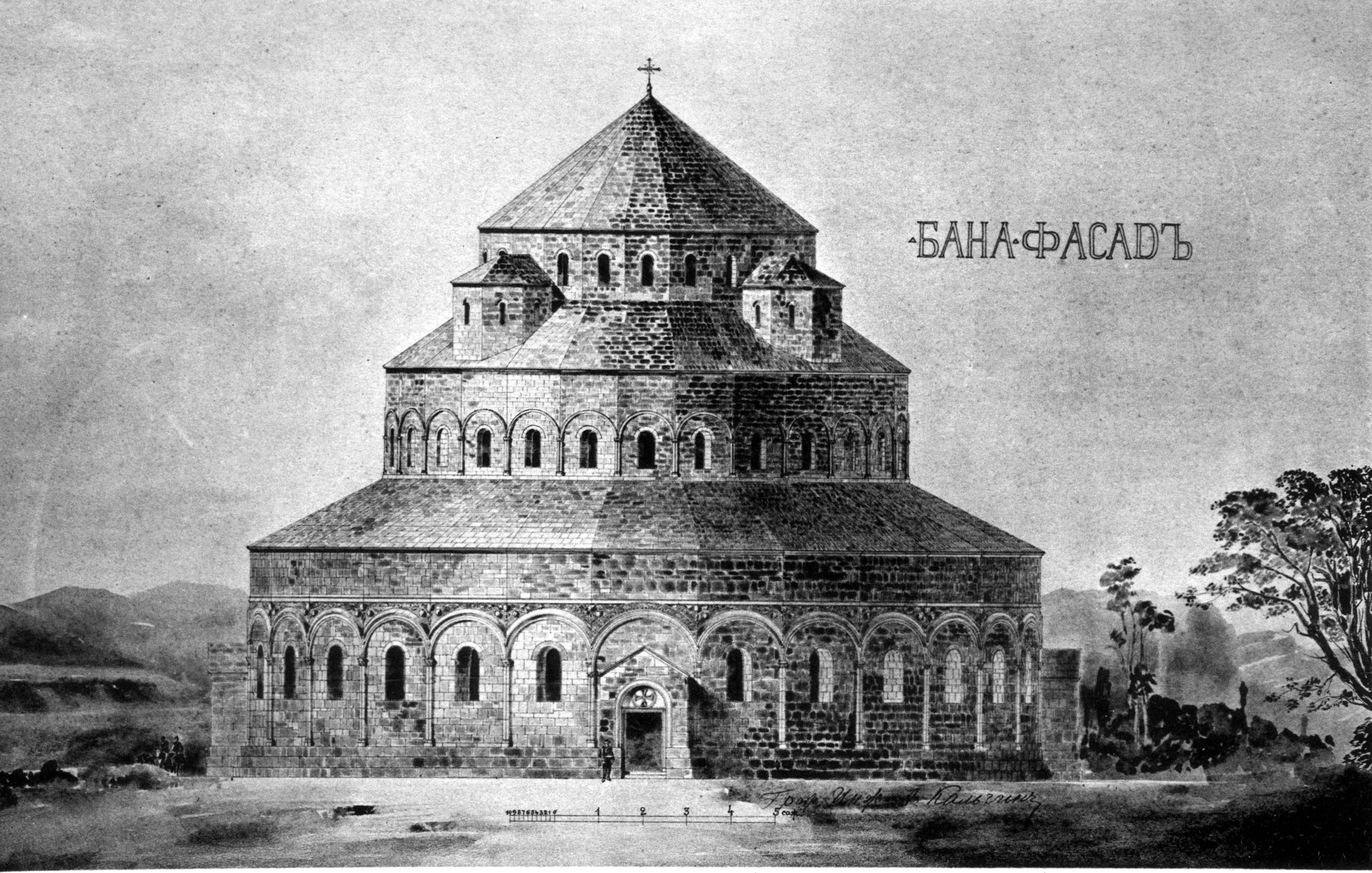
Rekonstruktionszeichnung von Anatoly Kalgyn, 1907

Die frühesten erhaltenen Kirchenbauten aus Stein der Georgisch-Orthodoxen Kirche aus dem 4. Jahrhundert waren einfache Saalkirchen oder Basiliken und besaßen noch keine charakteristische Bauform. Im 5. und 6. Jahrhundert folgte die klassische Phase der georgischen Kirchenarchitektur, in der überkuppelte Zentralbauten im Westen um einen basilikalen Raumteil verlängert wurden. Diese Kombinationen wuchsen durch einen Kuppeltambour über dem Altarraum in enorme Höhen und stellen bis heute die überwiegende Mehrzahl der Kirchengebäude dar. Eine georgische Besonderheit waren Dreikirchenbasiliken mit durch Zwischenwände abgetrennten Seitenschiffen.
Daneben wurde der Zentralbau weiterentwickelt. Während dessen Seitenschiffe in Georgien häufig innerhalb eines rechteckigen Baukörpers liegen, bilden sich bei den Kreuzkuppelkirchen, wie sie aus dem byzantinischen Kirchenbau bekannt sind, die beiden Seitenarme im Umriss ab. Eine der frühesten dieser Kreuzkuppelkirchen vom Typ des „freien Kreuzes“ ist die kleine rechteckige Kirche von Idleti aus dem 6. Jahrhundert, die an den Außenseiten etwa 6,5 Meter misst. Funktionell und strukturell entspricht sie einem Vierkonchenbau mit vier symmetrischen halbrunden oder hufeisenförmigen Apsiden, wie er in Dsweli-Gawasi im 6. Jahrhundert errichtet wurde. Es gab nun Bestrebungen, den Vierkonchenbau zwischen den Apsiden durch quadratische Seitenräume zu einem annähernd rechteckigen Grundplan aufzufüllen. Erstmals geschah dies bei der 586/7–605/6 erbauten Klosterkirche von Dschwari auf einer Hügelspitze nahe Mzcheta. Zum selben Typ gehören auch die Sioni-Kirche in Ateni und eine der drei Kirchen des Klosters Dsweli Schuamta. Die Dschwari-Kirche, die Kirche von Zromi, bei der erstmals vier freistehende Pfeiler die Kuppel tragen, und Bana gehören zu den herausragenden Erfindungen der klassischen georgischen Kirchenbaukunst.
Möglich sind Einflüsse aus Syrien, jedenfalls kehrten nach der Glaubenstradition Ende des 6. Jahrhunderts als „Dreizehn Syrische Väter“ verehrte georgische Mönche in ihr Heimatland zurück. Nur in literarischen Quellen ist die Domus Aurea genannte Kathedrale in Antiochia überliefert, die 327 bis 341 in der mutmaßlichen Form eines Oktogons erbaut wurde. Erhaltene Beispiele für syrische Zentralbauten sind die 512 datierte Kathedrale von Bosra mit vier Konchen und die Georgskirche in Izra', ebenfalls im heutigen Süden von Syrien. Letztere kennzeichnet ein zentrales Oktogon innerhalb eines rechteckigen Grundrisses.
Der Vierkonchenbau mit Eckräumen bildet in Bana die Grundlage für eine erste, wohl im 7. Jahrhundert begonnene Bauphase, die den in eine vollständige Kreisform eingepassten Kern der Anlage bildet. Eigenwillige spätere Erweiterungen des georgischen Vierkonchenbaus führten gelegentlich im 10. Jahrhundert zu Sechskonchenbauten, die im Fall der im 20. Jahrhundert zerstörten Kirche von Gogiuba vollkommen symmetrisch waren, während bei anderen die Ostapsis betont wurde. Der erste Bau in İşhan (georgisch: Ischchani) um 653 war ebenfalls eine Rundkirche mit vier Konchen. Sie wurde in den 730er Jahren zerstört und Ende des 9. Jahrhunderts als Kreuzkuppelkirche mit langgestrecktem Westschiff wiederaufgebaut. Die alte Ostapsis wurde in den Neubau integriert. Deren einen Halbkreis formende Säulenreihe ist in den heutigen Trümmern noch erhalten. Bana und die früh zerstörte Kirche von İşhan waren die beiden einzigen Rundkirchen im Fürstentum Tao.
Rund ummantelte Vier- und Sechskonchenkirchen sind ebenso aus der armenischen Architektur bekannt. Vier Konchen besaß die Rundkirche von Ləkit im nordaserbaidschanischen Bezirk Qax, ein Sechskonchenbau mit einem kreisförmigen Umgang war die Kirche Sankt Gregor (Surb Grigor) in Ani vom Ende des 10. Jahrhunderts. Nahe an die Rundform kamen auch die dortige Erlöserkirche (1036 vollendet) mit acht Konchen und 16 Außenwandflächen, die einen annähernd zylindrischen hohen Baukörper ergaben, und die Schäferkirche aus dem 11. Jahrhundert (1966 zerstört) mit sechs dreieckigen Ausbuchtungen innen und einer vielzackigen äußeren Umrisslinie. Das große Vorbild für Bana war die zwischen 641 und 662 erbaute Kathedrale von Swartnoz (Zuartnoc); ein dreigeschossiger Bau mit vier, von Säulen getragenen Konchenwänden und einem runden Umgang.

## Architektur

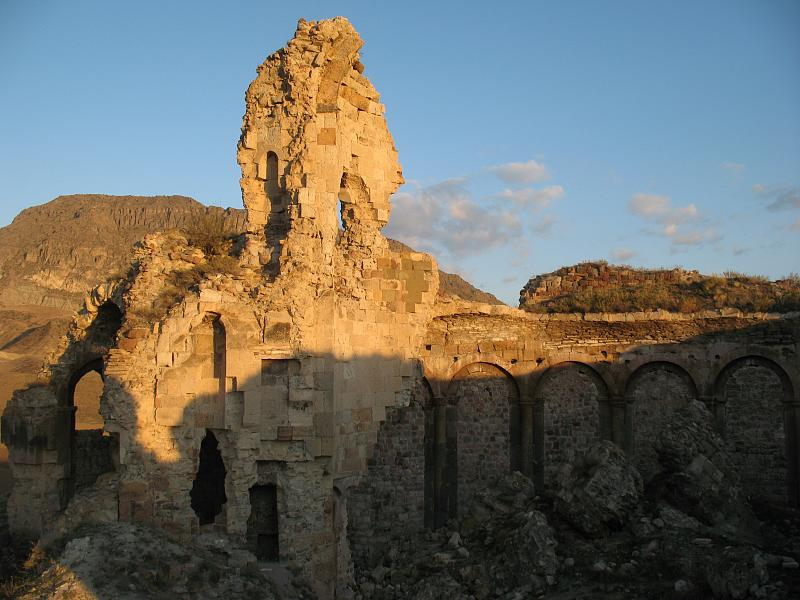
Außenwand des Umgangs und einziger Rest des ersten Obergeschosses

Im Zentrum einer dreigeschossigen, von einer Kuppel überwölbten Rotunde mit einem Durchmesser von 37,5 Metern lag ein Vierkonchenbau, der von einer kreisförmigen Außenwand umschlossen war. Dazwischen führte im Gesamtkreis ein 3,2 Meter breiter Umgang herum. Die vier symmetrisch angeordneten Apsiden wurden anstelle der sonst üblichen geschlossenen Wand im Halbkreis von Säulenreihen gebildet, die über Hufeisenbögen miteinander verbunden waren und die Apsiswände darüber trugen. Drei der Apsiden besaßen jeweils vier Säulen, deren Form und Größe in den alten Beschreibungen nicht erwähnt wird. Die Apsis im Osten unterschied sich durch sechs Säulen mit geringeren Zwischenräumen, die auf einer zwei Meter hohen Mauer standen, an der wohl im unteren Bereich ein Synthronon (halbrunde Priesterbank) angebaut war. Die Eckbereiche zwischen dem Mauerkreis und den 6,4 Meter breiten Konchen füllten quadratische Nebenräume (Pastophorien), die an ihren Ostseiten in halbrunde Apsiden übergingen. Diese kleinen Apsiden wurden durch ein schmales mittiges Fenster erhellt, die Nebenräume waren durch Türen zu den Konchen auf beiden Seiten zugänglich. Der innere Gebäudeteil ragte mit zwei oberen Geschossen in derselben Kreisform und mit weiteren Nebenräumen in den Apsisecken über den äußeren Umgangsbau hinaus. Die Innenseite der äußeren Mauer um den Umgang stand wie die Konchenwände auf einer durchgehenden Säulenarkadenreihe.

Karl Heinrich Koch, der als einziger europäischer Forscher die Kuppel der Kirche vor ihrer Zerstörung 1878 gesehen hatte, beschreibt in seinen 1846 erschienenen Reisenotizen die äußere Form des Gebäudes: 

„Das ganze Gebäude schien von außen eine ungeheure Kuppel zu sein, deren Querdurchmesser ohngefähr der Höhe gleichkommen kann. [...] Das Gebäude bestand aus der Umhüllung und aus der Kirche mit den vier in den Ecken angebauten Kapellen, doch so, daß der Raum innerhalb der Umhüllung und Kirche einen gangbaren, aber nach oben geschlossenen Umring um die letztere bildete. [...] Die Mauer des Umrings lief nach oben in eine ungeheure Kuppel, welche auf den Schenkeln der Kirche ruhte, aus und ging dann unmittelbar in die der eigentlichen Kirche über.“

Nach Koch handelte es sich folglich um einen zweistufigen Kuppelaufbau. Eine hypothetische Rekonstruktion der Außenansicht des russischen Architekten Anatoly Kalgyn von 1907 zeigt dagegen ein dreistufiges Dach. Die Rekonstruktion nimmt an den beiden Stockwerksrücksprüngen geneigte Dächer an und über der Kuppel ein Kegeldach. Im Erdgeschoss gliederten runde Blendbögen über Pilastern die Außenwände. In jedem der 3,85 Meter breiten 28 Wandfelder befand sich ein großes Rundbogenfenster. Eine derartige Pilastergliederung der Außenwände war auch für andere Kathedralen der Region üblich, etwa für Barhal. An den vier Haupthimmelsrichtungen führten 1,95 Meter breite Türen in den Umgang. Die Gesamthöhe betrug wohl über 30 Meter. Die Kathedrale dürfte im Innern von allen Seiten gut ausgeleuchtet gewesen sein: Indirektes Licht kam im Erdgeschoss durch den Umgang zwischen den Säulen der Konchen herein und durch die Fensteröffnungen der oberen Stockwerke fiel direktes Licht nach unten.

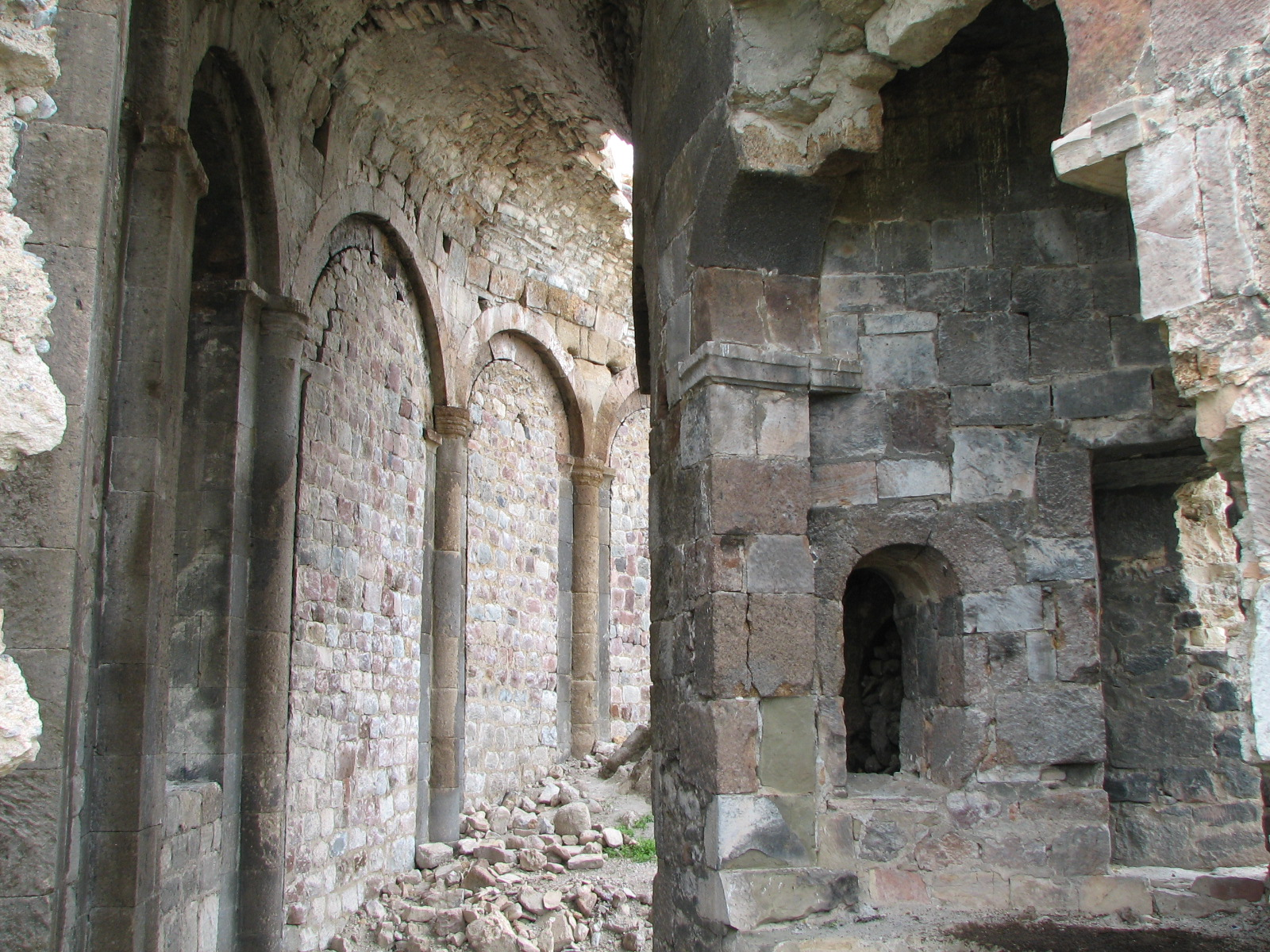
Ringförmiger Umgang mit Tonnengewölbe (2008)

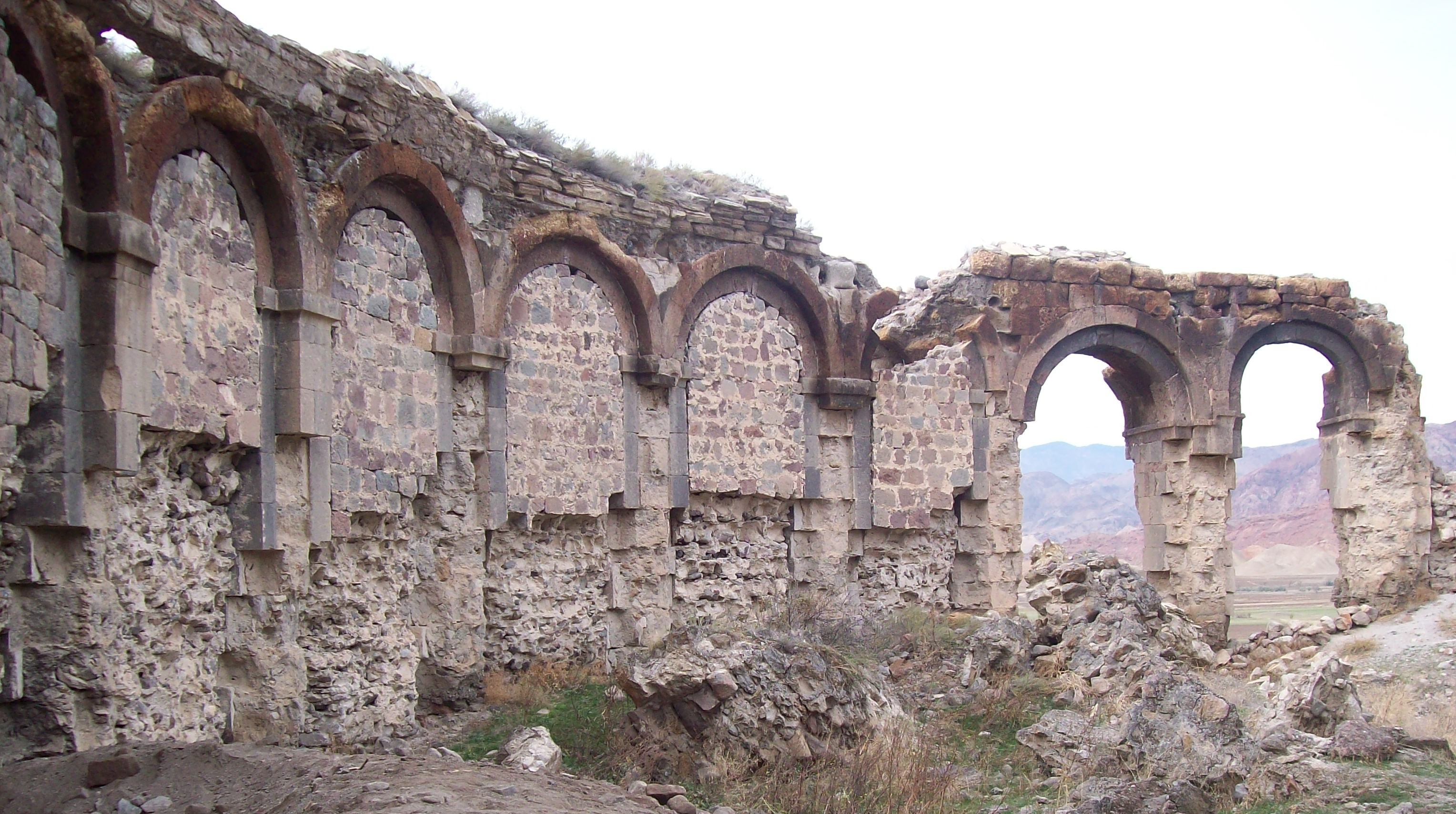
Innenseite der zugemauerten Außenwand des Umgangs. Blick nach Westen (2008)

Die Außen- und Innenwände des Umgangs waren aus sorgfältig behauenen Quadern in horizontalen Lagen und mit dünnen Mörtelfugen zweischalig gemauert. Die etwa ein Drittel der Wandstärke einnehmende Füllung in der Mitte bestand aus Bruchsteinen, Kieseln und gelegentlich Ziegelbruch. Die sorgfältige Ausführung auch der Innenwände verweist darauf, dass sie ursprünglich nicht hatten verputzt und bemalt werden sollen. Offensichtlich wurde zu einer späteren Zeit zumindest ein Teil der Innenwände ausgestaltet, denn 1974 waren noch Fragmente von Wandmalereien im nordöstlichen Apsisnebenraum vorhanden. Weitere Malereireste existierten an den Südseiten der Pilaster im Südwesten des Umgangs. Auf einigen standen kurze Texte in den alt-georgischen Schriften mrglowani (mrgvlovany) und nuschuri.
Irgendwann nach Fertigstellung des gesamten Gebäudes wurden sämtliche Fenster außen und sämtliche Zwischenräume zwischen den Pilastern an der Innenseite der Außenwand mit Steinquadern sorgfältig zugemauert, ebenso die Interkolumnien der östlichen Apsissäulen. Die Eingänge im Osten und Süden wurden durch mächtige festungsartige Vormauern verstärkt. Die Gründe für diese Maßnahmen sind unklar, liturgische Notwendigkeiten können es nicht gewesen sein. Falls der Umbau in der zweiten Hälfte des 13. Jahrhunderts stattfand, könnte der Anlass in der Bedrohung durch Seldschuken gelegen haben, andernfalls geschahen die Vermauerungen Mitte des 19. Jahrhunderts, als die Kathedrale in den Russisch-Osmanischen Kriegen als Festung diente.

## Bauplastik

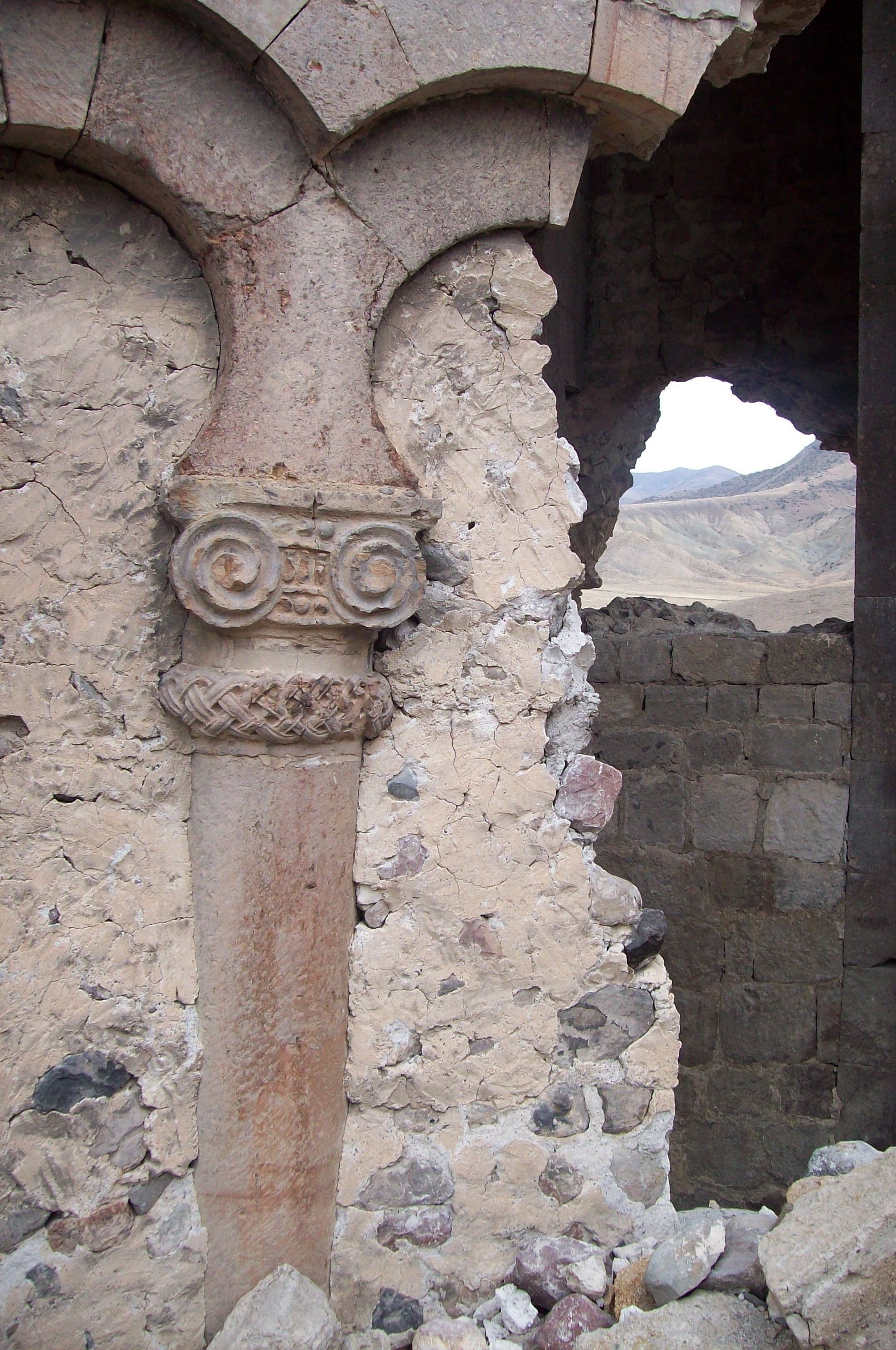
Einzige verbliebene Säule der Ostapsis mit der späteren Ausmauerung (2008)

Die Säulen der Ostapsis schlossen oben über einem umlaufenden Flechtkranz mit einem ionischen Kapitell ab, das hufeisenförmige Arkaden mit einem Blendbogen darüber stützte. Die bauplastische Gestaltung an den Außenwänden scheint sparsam gewesen zu sein. Die erhaltenen Blendbögen bestanden einheitlich aus einer oberen vorkragenden Steinreihe und einer zweiten, zurückgesetzten Reihe darunter. Beide waren sorgfältig geglättet, aber bis auf die Bögen an der Ostseite nicht ornamentiert. Wie auf Fotografien von 1902 zu sehen ist, fanden sich dort in den Bogenzwickeln gewundene Weinranken, die aus einer Vase emporwuchsen und drei in einem Dreieck angeordnete Granatäpfel und seitlich davon Weintrauben umgaben. Farbspuren zufolge dürften die Ornamente in den Zwickeln violett bemalt gewesen sein.
Am Bogen über dem Westportal gab es ähnliche, aber etwas großflächigere Ornamente in einer ungewöhnlichen Gestaltung, bei der sich gebogene Blattranken mit drei vierblättrigen Rosetten verbanden. Als einziges Vorbild des in der georgischen Baukunst ansonsten unbekannten Ornaments ist laut Wachtang Djobadze ein sassanidisches Stuckornament in Ktesiphon denkbar. Reduzierte Varianten dieses Motivs sind über einem Fensterbogen am südlichen Kreuzschiff von Dolisqana und über dem Portal von Haho (Chachuli) zu finden. Das Westportal wurde auf jeder Seite von einem Säulenpaar mit korinthischen Kapitellen flankiert. Eines der Kapitellpaare besitzt eine große Ähnlichkeit mit Kapitellen vor den Nebenräumen zwischen den Konchen, die folglich aus derselben Bauzeit stammen. Eine einheitliche Verarbeitung und Verwendung des Baumaterials spricht gleichermaßen für ohne Unterbrechung bis zur Fertigstellung durchgeführte Bauarbeiten.
Die Wandmalerei in Öşk Vank stammt nach der Beischrift von 1036. Sie zeigt auf realistische Weise die Kirche von Bana, nur die Dachform kann nicht erschlossen werden, da die obere Hälfte des Bildes fehlt. Auffällig ist der säulengestützte Portalvorbau mit einem Ziegeldach, wie er an der Südfassade von Öşk Vank noch erhalten ist.